# Jarosława Jóźwiakowska
Jarosława Jóźwiakowska-Bieda (Poznań, 20 gennaio 1937) è un'ex altista polacca, vincitrice della medaglia d'argento ai Giochi olimpici di Roma nel 1960.

## Biografia
A Roma alle olimpiadi del 1960 nel salto in alto giunse in seconda posizione venendo battuta da Iolanda Balaș (medaglia d'oro) e pareggiando in altezza con la britannica Dorothy Shirley. A Tokyo sempre nella gara di salto in alto giunse decima.
Ai campionati europei di atletica leggera del 1966 vinse una medaglia di bronzo.

## Palmarès
| Anno | Manifestazione  | Sede | Evento        | Risultato | Prestazione | Note |
| ---- | --------------- | ---- | ------------- | --------- | ----------- | ---- |
| 1960 | Giochi olimpici | Roma | Salto in alto | Argento   | 1,71        |      |